# Roald Dahl
Roald Dahl (ur. 13 września 1916 w Llandaff, zm. 23 listopada 1990 w Oksfordzie) – brytyjski pisarz, scenarzysta i publicysta pochodzenia norweskiego; oficer wywiadu, major (Squadron Leader) RAF, as myśliwski II wojny światowej.
Jego książki sprzedały się w ponad 300 milionach egzemplarzy na całym świecie.  Dahl jest nazwany jednym z największych autorów książek dla dzieci XX wieku.

## Życiorys
Urodził się w rodzinie norweskich emigrantów mieszkających na terenie Walii. Gdy miał trzy lata, zmarł jego ojciec załamany śmiercią córki. To wydarzenie miało duży wpływ na Dahla – wielu bohaterów jego książek było sierotami.
W 1933 r. ukończył szkołę średnią, lecz zamiast college’u wybrał pracę w Shell Oil Company. Po wybuchu II wojny światowej wstąpił do Royal Air Force (RAF) i trafił na front afrykański.
W 1942 r. przeniósł się do Waszyngtonu, gdzie został attaché wojskowym (lotniczym). Był brytyjskim szpiegiem, który uwodził bogate Amerykanki, i pisał propagandowe teksty. Szybko dał się poznać jako ekscentryk i miłośnik wystawnych balów.
W czasie pobytu w Waszyngtonie poznał C.S. Forestera, który zachęcił go do pisania. Sławę zdobył jako pisarz. Wydał dwie autobiografie, dwie powieści dla dorosłych i kilkanaście książek dla dzieci. Te najsłynniejsze to Charlie i fabryka czekolady, Wiedźmy, Matylda, The BFG (wydana w Polsce pod 3 różnymi tytułami), Czarodziejski palec, Charlie i wielka szklana winda, Danny mistrz świata, Fleje, Uki włóż i Fantastyczny pan Lis. W dwóch książkach (Boy oraz Charlie i fabryka czekolady) opisał swoje dzieciństwo. W Boyu przedstawił niezbyt dobry dla dzieci system edukacji. Natomiast do napisania Charliego i fabryki czekolady zainspirowała go wizyta delegacji fabryki czekolady w szkole oraz próby smakowe wyrobów czekoladowych, których uczestnikami byli uczniowie.
Dahl dorabiał, pisząc teksty dla Hollywood. Stworzył wiele scenariuszy filmowych, m.in. do serialu Alfred Hitchcock przedstawia (1955) oraz obrazu z Jamesem Bondem – Żyje się tylko dwa razy.
Był dwukrotnie żonaty – z aktorką Patricią Neal (1953–1983) i Felicity Ann d’Abreu Crosland (1983–1990). Felicity przyczyniła się do późniejszej ekranizacji powieści Dahla.
Zmarł na białaczkę w 1990 r. w Oksfordzie. Został pochowany z ulubionymi rekwizytami – kijami do snookera, burgundem, ołówkami, czekoladkami i piłą tarczową.

## Twórczość

### Książki dla dzieci
- 1943 The Gremlins
- 1961 James and the Giant Peach – wyd. pol.:
  - Jakubek i brzoskwinia olbrzymka, tłum. Ludwik Jerzy Kern, Nasza Księgarnia, 1982;
  - Kuba i ogromna brzoskwinia, tłum. Jerzy Łoziński, Zysk i S-ka, 2008;
  - James i ogromna brzoskwinia, tłum. Katarzyna Szczepańska-Kowalczuk, Znak emotikon, 2016
- 1964 Charlie and the Chocolate Factory – wyd. pol.:
  - Karol i fabryka czekolady, tłum. Tomasz Wyżyński, VIK, 1998;
  - Charlie i fabryka czekolady, tłum. Jerzy Łoziński, Zysk i S-ka, 2005;
  - Charlie i fabryka czekolady, tłum. Magdalena Heydel, Znak emotikon, 2015
- 1966 The Magic Finger – wyd. pol.:
  - Czarodziejski palec, tłum. Jerzy Łoziński, Zysk i S-ka, 2003
  - opowiadanie Magiczny palec w Przeogromny Krokodyl i inne zwierzęta, tłum. Katarzyna Szczepańska-Kowalczuk, Znak, 2018
- 1970 Fantastic Mr Fox – wyd. pol.:
  - Wspaniały pan Lis, tłum. Władysław J. Wojciechowski, GiG, 1992;
  - Fantastyczny pan Lis, tłum. Jerzy Łoziński, Zysk i S-ka, 2003;
  - Fantastyczny pan Lis, tłum. Katarzyna Szczepańska-Kowalczuk, Znak, 2017
- 1972 Charlie and the Great Glass Elevator – wyd. pol.:
  - Charlie i wielka szklana winda, tłum. Maria Zborowska, Władysław J. Wojciechowski, VIK, 1999
  - Charlie i wielka szklana winda, tłum. Magdalena Heydel, Znak emotikon, 2015
- 1975 Danny, the Champion of the World – wyd. pol.:
  - Danny mistrz świata, tłum. Jerzy Łoziński, Zysk i S-ka, 2005
  - Danny mistrz świata, tłum. Karolina Kopczyńska-Rojek, Znak emotikon, 2016
- 1978 The Enormous Crocodile – wyd. pol.:
  - Krokodyl olbrzymi, tłum. Jerzy Łoziński, Zysk i S-ka, 2004
  - opowiadanie Przeogromny Krokodyl w Przeogromny Krokodyl i inne zwierzęta, tłum. Katarzyna Szczepańska-Kowalczuk, Znak, 2018
- 1980 The Twits – wyd. pol.:
  - Państwo Głuptakowie, tłum. Wojciech Pieńkowski, ALFA, 1989
  - Fleje, tłum. Jerzy Łoziński, Zysk i S-ka, 2005
  - Państwo Burakowie i inne historie, tłum. Katarzyna Szczepańska-Kowalczuk, Znak, 2020
- 1981 George’s Marvellous Medicine – wyd. pol.:
  - Cudowne lekarstwo George’a, tłum. Władysław J. Wojciechowski, GiG, 1991
  - Magiczne lekarstwo George’a, tłum. Jerzy Łoziński, Zysk i S-ka, 2007
  - Cudowne lekarstwo George’a, tłum. Katarzyna Szczepańska-Kowalczuk, Znak emotikon, 2018
- 1982 The BFG – wyd. pol.:
  - Wielkomilud, tłum. Michał Kłobukowski, GIG, Warszawa 1991;
  - BFO, tłum. Jerzy Łoziński, Zysk i S-ka, Poznań 2003;
  - BFG, tłum. Katarzyna Szczepańska-Kowalczuk, Znak emotikon, 2016
- 1983 The Witches – wyd. pol.:
  - Czarownice, tłum. Tomasz Wyżyński, Prima, 1997;
  - Wiedźmy, tłum. Jerzy Łoziński, Zysk i S-ka, 2003;
  - Wiedźmy, tłum. Katarzyna Szczepańska-Kowalczuk, Znak emotikon, 2017
- 1985 The Giraffe and the Pelly and Me – wyd. pol.:
  - Żyrafa, Peli oraz ja, tłum. Jerzy Łoziński, Zysk i S-ka, 2005
  - opowiadanie Żyrafa, Peliś i ja w Przeogromny Krokodyl i inne zwierzęta, tłum. Katarzyna Szczepańska-Kowalczuk, Znak, 2018
- 1988 Matilda – wyd. pol.:
  - Matylda, tłum. Mariusz Arno Jaworowski, Polityka, 1988
  - Matylda, tłum. Katarzyna Kopczyńska-Rojek, Znak emotikon, 2016
- 1989 Esio Trot – wyd. pol. Uki włóż, tłum. Jerzy Łoziński, Zysk i S-ka, 2005
- 1990 The Vicar of Nibbleswicke
- 1991 The Minpins, 2017 opublikowany ponownie pt. Billy and the Minpins – wyd. pol. Billy i Miniputki, tłum. Katarzyna Szczepańska-Kowalczuk, Znak, 2017

### Poezja dla dzieci
- 1982 Revolting Rhymes
- 1984 Dirty Beasts
- 1989 Rhyme Stew

### Powieści dla dorosłych
- 1948 Sometime Never: A Fable for Supermen
- 1979 My Uncle Oswald – wyd. pol. Wuj Oswald, tłum. Andrzej Grabowski, Krajowa Agencja Wydawnicza, 1989

### Zbiory opowiadań
- 1946 Over To You: Ten Stories of Flyers and Flying
- 1953 Someone Like You
- 1953 Lamb to the Slaughter
- 1960 Kiss Kiss
- 1969 Twenty-Nine Kisses from Roald Dahl
- 1974 Switch Bitch – wyd. pol. Cuda i dziwki, tłum. Andrzej Grabowski, GiG, 1990
- 1977 The Wonderful Story of Henry Sugar and Six More – wyd. pol. Zdumiewająca historia Henry’ego Sugara, tłum. Jerzy Łoziński, Zysk i S-ka, 2007
- 1978 The Best of Roald Dahl
- 1979 Tales of the Unexpected – wyd. pol. Niespodzianki, tłum. Ariadna Demkowska-Bohdziewicz, Książka i Wiedza, 1984
- 1980 More Tales of the Unexpected
- 1983 Roald Dahl’s Book of Ghost Stories
- 1986 The Roald Dahl Omnibus
- 1986 Two Fables
- 1989 Ah, Sweet Mystery of Life: The Country Stories of Roald Dahl
- 1991 The Collected Short Stories of Dahl
- 1997 The Roald Dahl Treasury
- 1997 The Great Automatic Grammatizator
- 2000 Skin And Other Stories
- 2006 Roald Dahl: Collected Stories

### Antologie
- wyd. pol. Alfred Hitchcock przedstawia, Iskry, 1971 – zawiera opowiadanie pt. „Licytacja”
- wyd. pol. Tchnienie grozy, Wydawnictwo Poznańskie, 1974 – zawiera opowiadanie pt. „Człowiek z południa”
- 1994 Playboy Stories – wyd. pol. Playboy: Opowiadania, Rebis, 1995 – zawiera opowiadanie pt. „Wspaniały syn”
- 1997 The Flying Sorcerers: More Comic Tales of Fantasy – wyd. pol. Czarujące obiekty latające, Prószyński i S-ka, 2008 – zawiera opowiadanie pt. „O cudowna tajemnico życia!”
- 1998 SCARY!: Stories That Will Make You SCREAM! – wyd. pol. Tygrys tu, tygrys tam..., Amber, 2003 – zawiera opowiadanie pt. „Proszek plamisty”

### Sztuki teatralne
- 1955 The Honeys

### Literatura faktu
- 1946 The Mildenhall Treasure
- 1984 Boy – Tales of Childhood
- 1986 Going Solo
- 1988 Measles, a Dangerous Illness
- 1991 Memories with Food at Gipsy House
- 1991 Roald Dahl’s Guide to Railway Safety
- 1993 My Year
- 1994 Roald Dahl’s Revolting Recipes
- 2001 Roald Dahl’s Even More Revolting Recipes